# روغن نهنگ عنبر

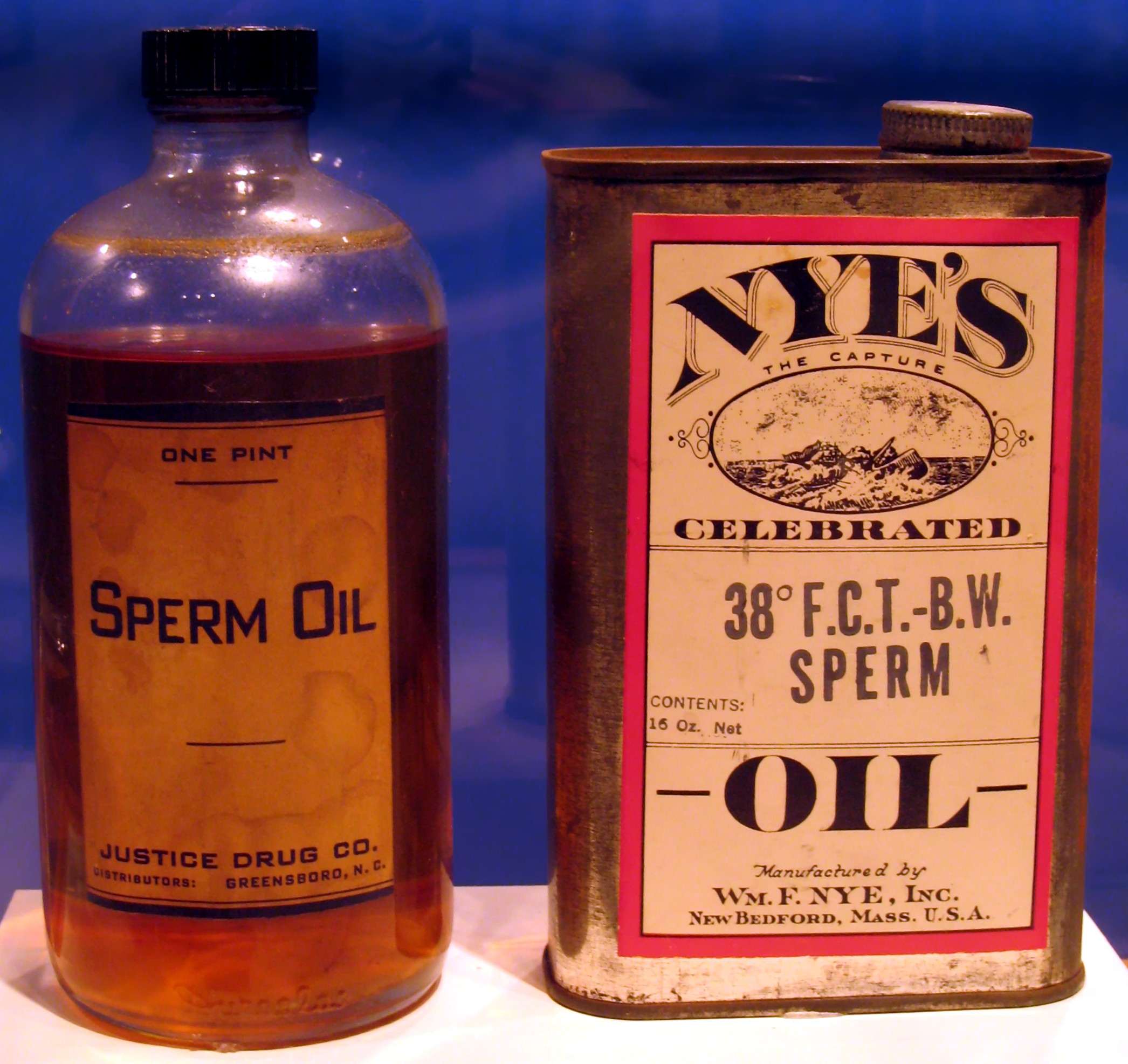

روغن نهنگ عنبر (به انگلیسی: Sperm oil) مایع روغنی است که از نهنگ عنبر به دست می‌آید. مایع شفاف، زردفام با یک بوی خوش است. روغن نهنگ عنبر ترکیب متفاوتی از روغن نهنگ معمولی، به دست آمده از چربی بلابر دارد.
روغن نهنگ‌های بینی‌بطری گاهی «روغن اسپرم قطب شمال» نامیده می‌شد. این روغن ارزان‌تر از روغن اسپرم واقعی اما پایین‌تر بود.
| وزن مخصوص             | ۰٫۸۸۴ در ۱۵٫۶ درجه سانتی‌گراد      |
| نقطه اشتعال           | ۲۶۰–۲۶۶ درجه سانتی‌گراد            |
| ارزش صابونی‌شدن        | ۱۲۰–۱۵۰٫۳                         |
| موضوع غیرقابل صون‌سازی | 17.5-44.0%                        |
| ضریب شکست             | ۱٫۴۶۴۹ در ۱۵٫۶ درجه سانتی‌گراد     |
| عدد ید (Wijs)         | 70.4-96.4                         |
| ویسکوزیته             | 21–23 cSt در ۳۷٫۵ درجه سانتی گراد |
| شاخص ویسکوزیته        | ۱۸۰                               |

روغن نهنگ عنبر از اندام spermaceti و مواد زائد نهنگ اسپرم استخراج می‌شود.

روغن نهنگ عنبر به دلیل نقطه انجماد بسیار پایین آن در صنعت هوافضا کاربرد گسترده‌ای داشت.